# Edward Van Dijck
Edward Van Dijck, detto Ward (Herent, 22 marzo 1918 – Lovanio, 22 aprile 1977) è stato un ciclista su strada belga.
Professionista dal 1942 al 1953, nel 1947 vinse la Vuelta a España, corsa nella quale ottenne anche due successi di tappa. Ottenne anche un successo di tappa al Tour de France 1948.

## Carriera
Passato professionista con la Helyett, si mise in luce come passista. Fra il 1942 e il 1944 ebbe modo di aggiudicarsi diverse prove ciclistiche, sia corse in linea, che tappe, che criterium (fra cui il Gran Premio di Vallonia) ed ottenendo anche piazzamenti nelle classiche belghe quali il Giro delle Fiandre e la Liegi-Bastogne-Liegi.
Nel 1945 concluse al secondo posto la "decana" delle classiche, la Liegi-Bastogne-Liegi, battuto solo dal connazionale Jean Engels. Confermò i risultati anche l'anno seguente, vincendo un paio di corse e concludendo al terzo posto la Freccia Vallone.
Nel 1947 vinse la Vuelta a España, trionfando sul traguardo finale di Madrid con oltre due minuti di vantaggio sullo spagnolo Manuel Costa, che aveva a lungo dominato la corsa. Van Dijck costruì il successo grazie alla maggiore regolarità e propensione per le cronometro rispetto all'avversario Costa: dopo aver vinto la sedicesima tappa, proprio a cronometro, conquistò la maglia amarillo nella ventiduesima tappa, ancora una cronometro, riuscendo a resistere agli attacchi di Costa e salendo sul gradino più alto del podio di Madrid.
Nel 1948 vinse la sedicesima tappa al Tour de France, che sarà il suo ultimo successo in una grande corsa a tappe dato che, negli anni successivi, si affermò soprattutto in criterium e circuiti, oltre che in una serie di tappe del Tour d'Algerie. L'ultimo acuto lo mostrò nel 1950, quando conquistò un altro podio alla Liegi-Bastogne-Liegi.

## Palmarès
- 1940 (dilettanti)

Kampioenschap van Henegouwen
- 1941 (dilettanti)

2ª tappa Circuito del Belgio
- 1942 (Helyett, una vittoria)

Anversa-Gand-Anversa
- 1943 (Helyett, due vittorie)

Liegi-Courcelles
Grand Prix de Wallonie
- 1945 (individuale, una vittoria)

4ª tappa Giro del Belgio (Bruxelles > Liegi > Bruxelles)
- 1946 (Cycles Roberty, quattro vittorie)

Grand Prix Beeckman-De Caluwé - Ninove
Tour du Limbourg
Bruxelles-Ingooigem
2ª tappa Omnium de la Route
- 1947 (Alcyon-Dunlop & Garin-Wolber, quattro vittorie)

16ª tappa, 2ª semitappa Vuelta a España (Luarca > Ribadeo, cronometro)
22ª tappa Vuelta a España (Astorga > León, cronometro)
Classifica generale Vuelta a España
2ª tappa Grand Prix Marca
- 1948 (Garin-Wolber, una vittoria)

16ª tappa Tour de France (Losanna (CHE) > Mulhouse)
- 1949 (Terrot, cinque vittorie)

8ª tappa Tour d'Algerie
11ª tappa Tour d'Algerie
16ª tappa Tour d'Algerie
19ª tappa Tour d'Algerie
20ª tappa Tour d'Algerie
- 1950 (Terrot, quattro vittorie)

Grand Prix Stad Vilvoorde
6ª tappa Tour d'Algerie
9ª tappa Tour d'Algerie
17ª tappa Tour d'Algerie

### Altri Successi
- 1942 (Helyett)

Criterium di Hollogne-aux-Pierres
- 1943 (Helyett)

Criterium di Roosbeek
- 1944 (A. Trialoux-Wolber)

Criterium di Bertem
Criterium di Verviers
- 1945 (individuale)

Criterium di Boortmeerbeek
Criterium di Bree
- 1949 (Terrot)

Kermesse di Rijkevorsel
- 1951 (Terrot)

Criterium di Lovanio

## Piazzamenti

### Grandi Giri
- Tour de France

1948: 14º
1949: ritirato (11ª tappa)
- Vuelta a España

1947: vincitore

### Classiche
- Giro delle Fiandre

1941: 11º
1942: 16º
1944: 21º
1946: 6º
- Parigi-Roubaix

1950: 11º
- Liegi-Bastogne-Liegi

1943: 10º
1945: 2º
1946: 6º
1948: 8º
1950: 3º